# Ludwig Stumpfegger
Ludwig Stumpfegger (München, 11 juli 1910 - Berlijn, 2 mei 1945) was een Duitse dokter die in de SS diende en aanwezig was in de Führerbunker met Adolf Hitler tijdens de Tweede Wereldoorlog.

## Biografie

### Jonge jaren
Stumpfegger studeerde medicijnen vanaf 1930. Op 2 juni 1933 werd hij lid van de SS en op 1 mei 1935 van de NSDAP. Hij werkte eerst als assistent voor Karl Gebhardt in het Hohenlychen Sanatorium, dat gespecialiseerd was in sportblessures, en was van het medische team tijdens het Olympische Zomerspelen 1936. In augustus 1937 behaalde hij zijn doktersdiploma.

### Tweede Wereldoorlog
Nadat de Tweede Wereldoorlog begon, werd het sanatorium te Hohenlychen, 12 km ten oosten van Ravensbrück, gebruikt door de SS onder overzicht van Gebhardt en anderen. Hij nam deel aan experimenten op vrouwelijke gevangenen van concentratiekamp Ravensbrück. In november 1939 werd hij doorgestuurd naar de operatieafdeling van het SS-ziekenhuis in Berlijn. In 1940 werd hij weer teruggestuurd om te dienen als adjudant van Gebhardt. In april 1943 werd hij bevorderd tot SS-Obersturmbannführer. Op Heinrich Himmlers verzoek werd hij doorgestuurd in oktober 1944 naar de Wolfsschanze.

### Führerbunker
In 1945 werkte Stumpfegger in de Führerbunker als Hitlers persoonlijke lijfarts. Hij maakte zelfmoordpillen van cyanide om te geven aan mensen in de Führerbunker die bereid waren om zelfmoord te plegen. Toen het Rode Leger van het Sovjet-Unie onderweg was naar de bunker, hielp Stumpfegger Magda Goebbels, de vrouw van propagandaminister Joseph Goebbels, om de kinderen van de Goebbels familie te vermoorden. Dit werd gedaan door ze eerst een overdosis morfine te geven, en een paar uur later werden de kinderen vermoord met cyanidepillen. Stumpfegger nam deel aan een poging om aan de bunker te ontsnappen en werd gedood tijdens de poging samen met nazileider Martin Bormann. De lijken werden geïdentificeerd door een van de mensen die ook probeerden te ontsnappen, Hitlerjugendleider Artur Axmann. Die had echter geen tijd om de doodsoorzaak te bepalen. In 1972 werd bevestigd dat het inderdaad de lijken van Ludwig Stumpfegger en Martin Bormann waren.

## Lidmaatschapsnummers
- NSDAP-nr.: 3 616 119 (lid geworden 1 mei 1935)
- SS-nr.:  83 668 (lid geworden 2 juni 1933)